# Webmin
Webmin es una herramienta de configuración de sistemas accesible vía web para sistemas Unix, como GNU/Linux y OpenSolaris. Con él se pueden configurar aspectos internos de muchos sistemas libres, como el servidor web Apache, PHP, MySQL, DNS, Samba, DHCP, entre otros.

## Webmin Samba
Webmin ha venido a revolucionar el modo de empleo de Samba. Webmin dispone de una interfaz gráfica y un control de SMB (Server Message Block). Webmin realiza el mismo proceso que se realizaría desde una terminal de GNU/Linux.

## Webmin MySQL
MySQL es un popular software de código abierto utilizado para crear bases de datos relacionales. Webmin puede instalar, configurar y administrar el servidor de base de datos MySQL. Asimismo, también Webmin permite configurar las bases de datos MariaDB y PostgreSQL. 
MySQL (Database Server) se ubica en Webmin en la sección "Servidores" o "Módulos no utilizados".

## Características y especificaciones
Webmin está escrito en Perl, versión 5, ejecutándose como su propio proceso y servidor web. Por defecto se comunica mediante TCP a través del puerto 10000, y puede ser configurado para usar SSL si OpenSSL está instalado con módulos de Perl adicionales requeridos.
Está construido a partir de módulos, los cuales tienen una interfaz a los archivos de configuración y el servidor Webmin. Esto permite añadir nuevas funcionalidades sin mucho esfuerzo. Debido al diseño modular de Webmin, es posible para cualquier interesado escribir extensiones para configuración de escritorio.
Webmin también permite controlar varias máquinas a través de una interfaz simple, o iniciar sesión en otros servidores webmin de la misma subred o red de área local.
Codificado por el australiano Jamie Cameron, Webmin está liberado bajo Licencia BSD. Existe también Usermin, que es la versión reducida del Webmin.

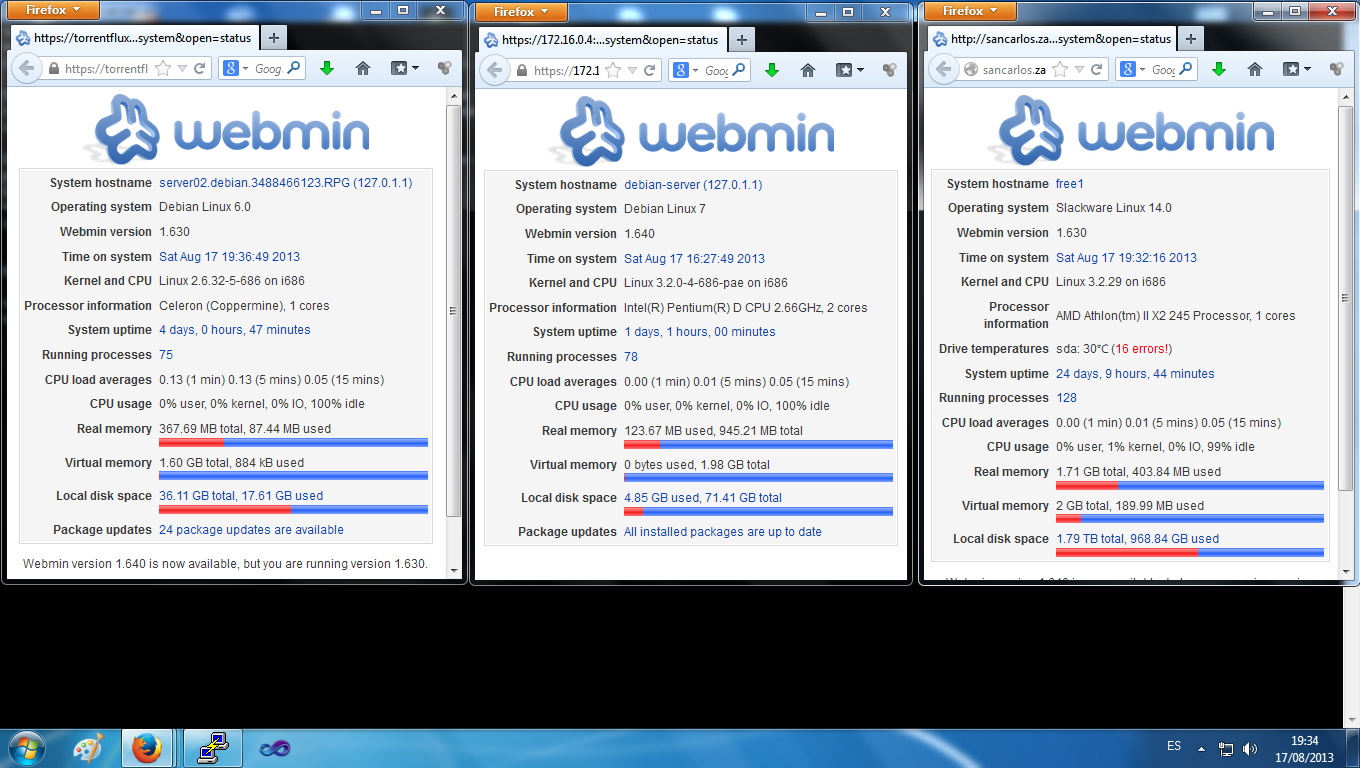
Tres capturas de pantallas de tres servidores administrando a través de Webmin